# Pseudanurophorus inoculatus
Pseudanurophorus inoculatus är en urinsektsart som beskrevs av Bödvarsson 1957. Pseudanurophorus inoculatus ingår i släktet Pseudanurophorus och familjen Isotomidae. Inga underarter finns listade i Catalogue of Life.